# Діньяно
Діньяно (італ. Dignano) — муніципалітет в Італії, у регіоні Фріулі-Венеція-Джулія,  провінція Удіне.
Діньяно розташоване на відстані близько 470 км на північ від Рима, 85 км на північний захід від Трієста, 24 км на захід від Удіне.
Населення — 2337 осіб (2014).
Покровитель — San Sebastiano.

## Демографія
Населення за роками:

Станом на 1 січня 2023 року в муніципалітеті офіційно проживав 101 іноземець з 21 країни, серед них 45 громадян країн Євросоюзу та 10 громадян України.

## Сусідні муніципалітети
- Козеано
- Флайбано
- Риве-д'Аркано
- Сан-Данієле-дель-Фріулі
- Сан-Джорджо-делла-Рикінвельда
- Спілімберго